# Джаган-бигим Ханым
Джаган-бигим Ханым (каз. Жаған-бегім Ханым) — жена казахского хана Жанибека, мать Касым-хана.

## Биография
Джаган-бигим Ханым — жена казахского хана Жанибека,  мать Касым-хана и Канбар-султана. Джаган-бигим Ханым была родной сестрой Аккозы-бегим Ханым, матери султана Махмуда, единокровного брата Шейбани-хана. Согласно другим сведениям, матери обоих ханов Шейбани и Касыма были родными сестрами.